# 1602

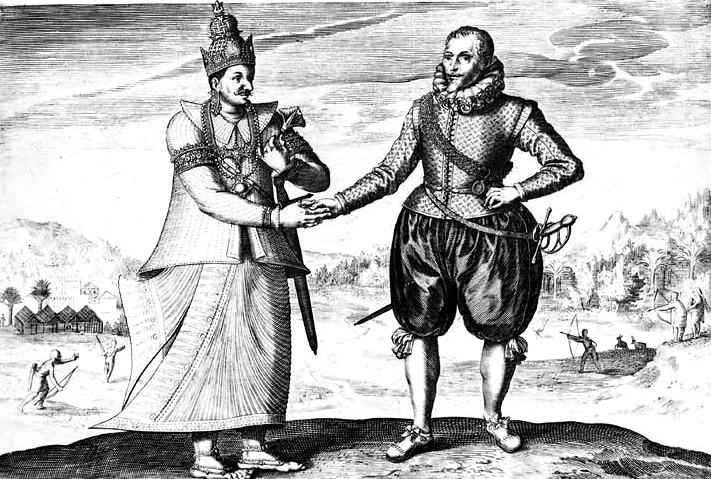
Spilbergen bezoekt koning Vimala van Ceylon

Het jaar 1602 is het 2e jaar in de 17e eeuw volgens de christelijke jaartelling.

## Gebeurtenissen
januari
- 3 - Aardschok waargenomen bij Enkhuizen.

februari
- februari - Door blikseminslag in de toren ontstaat brand in de Sint-Nicolaaskerk van Edam, waarbij de kap wordt verwoest.

maart
- 12 - Filips III van Nassau-Saarbrücken wordt opgevolgd door zijn neven Lodewijk II van Nassau-Weilburg en Johan Casimir van Nassau-Gleiberg.
- 20 - De Hollandse en Zeeuwse Compagnieën hebben zich aaneengesloten en richten de Verenigde Oostindische Compagnie op om gezamenlijk handel te drijven op Oost-Indië. Ze openen de intekening op aandelen in de onderneming, die zal worden bestuurd door 17 machtige kooplieden, ook wel de Heren XVII genaamd.
- 29 - Johan Casimir van Nassau-Gleiberg wordt opgevolgd door zijn broer Lodewijk II van Nassau-Weilburg.

april
- 20

Als schoonzoon van de raadspensionaris Johan van Oldenbarnevelt wordt Reinoud van Brederode benoemd tot president van de Hoge Raad van Holland en Zeeland.
juli
- 10 In Rotterdam legt burgemeesterszoon Jacob Foppensz van der Meyde de eerste steen van het hoofd in de nieuwe Leuvehaven.
- 17 - Graaf Maurits wordt door de Staten van Overijssel beleend met het Graafschap Lingen, dat hij al in 1597 heeft veroverd.
- 18 - Begin van het Beleg van Grave een belegering van de Spaans overheerste stad Grave tijdens de Tachtigjarige Oorlog door het Staatse leger onder leiding van Maurits van Nassau.

augustus
- 31 - Bij de sluiting van de intekening is een bedrag van ruim 6,4 miljoen gulden ingelegd als startkapitaal voor de Verenigde Oost-Indische Compagnie. Bij de Kamer Amsterdam is 3,6 miljoen gulden  binnengekomen.

september
- 20 - Na een belegering van twee maanden geeft de stad Grave zich over aan de Staatse troepen.
- 22 - Sasbout Vosmeer wordt door paus Clemens VIII benoemd tot apostolisch vicaris in de Noordelijke Nederlanden . Dit is tegen het zere been van de aartshertogen Albert & Isabella, die op grond van het Concordaat van 1559 het benoemingsrecht opeisen.

november
- 8 - De opening van de Bodleian Library is eigenlijk de heropening van de bibliotheek van de Universiteit van Oxford.

zonder datum
- In Oost-Friesland probeert graaf Enno met steun van de keizer en de Spaanse koning de Nederlanders te verdrijven, maar hij wordt teruggedreven.
- Ambrogio Spinola komt met een leger van 9000 man aan in de Zuidelijke Nederlanden, om het gezag van Albrecht van Oostenrijk te herstellen.
- Joris van Spilbergen landt op Ceylon, waar hij vriendschappelijke betrekkingen met koning Vimala Dharma Suriya van Kandy sluit.
- In veel steden, waaronder Gouda, heerst de pest.
- Piet Hein komt tijdens een gevangenenruil vrij.
- De Groote Sint-Annapolder wordt drooggelegd en zo wordt het eiland van Cadzand met dat van Groede verbonden.

## Beeldende kunst

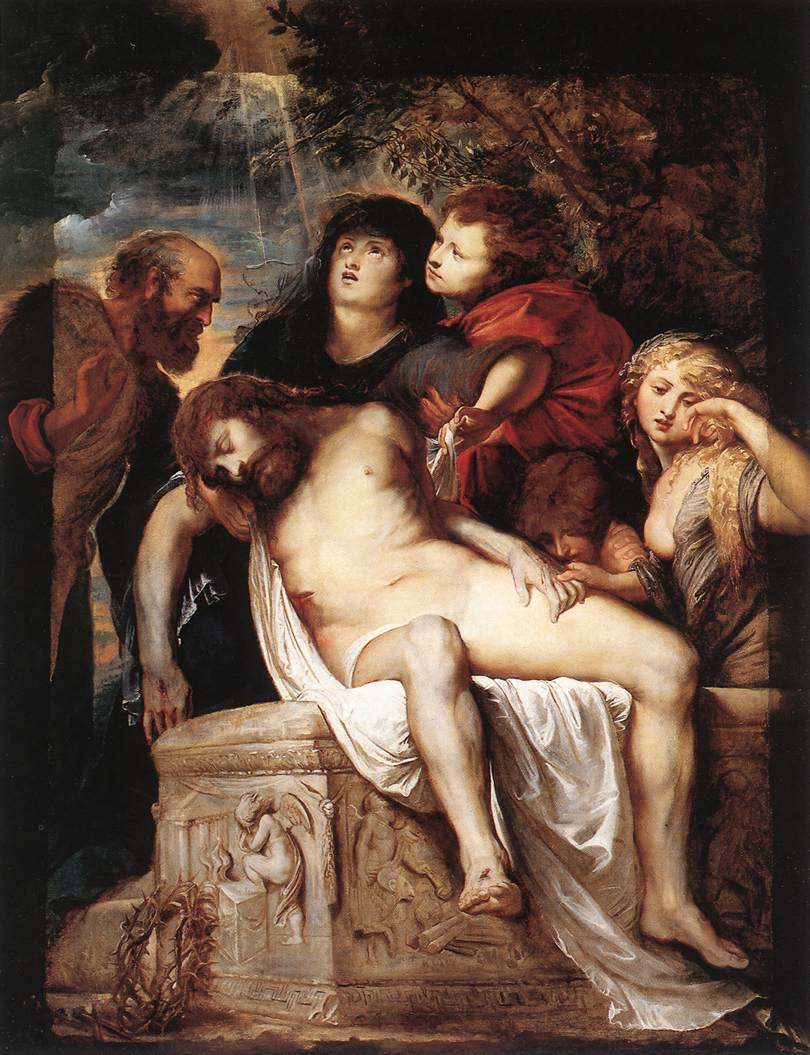
Kruisafneming (1602) Pieter Paul Rubens, Galleria Borghese
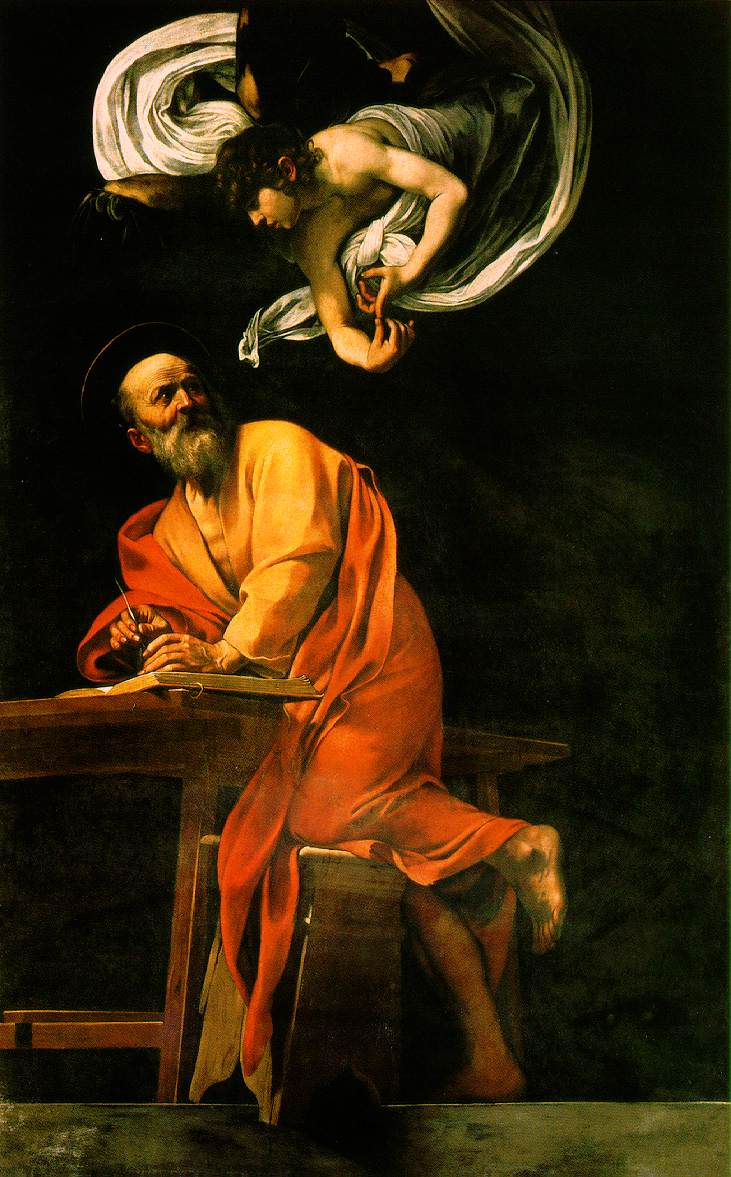
Matteüs en de engel (Caravaggio) (1602)

## Bouwkunst

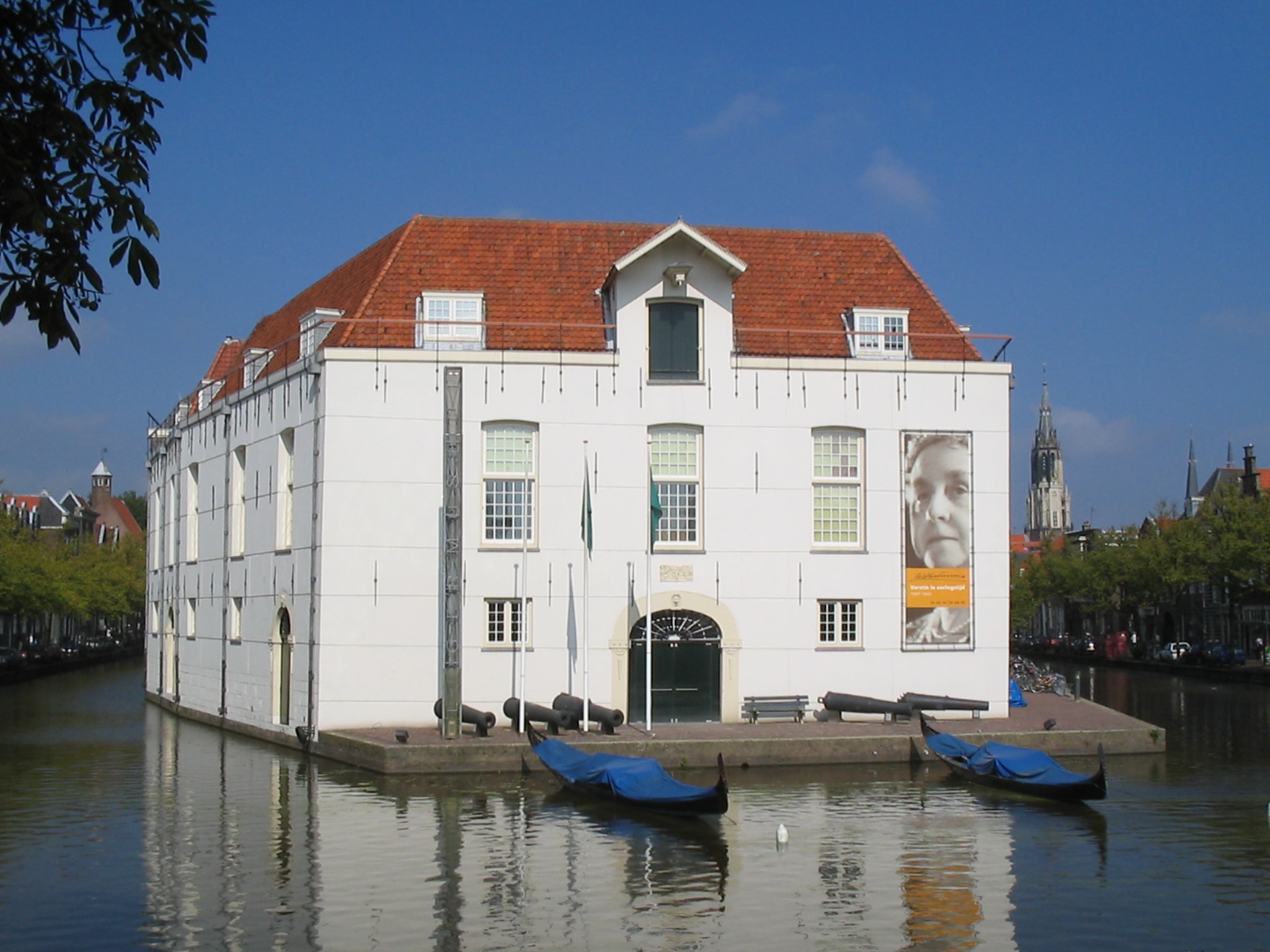
Legermuseum (Delft) (ca. 1602)

## Geboren
februari
- 9 - Franciscus van den Enden, Vlaams jezuïet, vrije denker en mentor van Spinoza (overleden 1674)
- 14 - Francesco Cavalli, Italiaans componist (overleden 1676)

april
- William Lawes, Brits componist (overleden 1645)

mei
- 1 - William Lilly, Engels astroloog (overleden 1681)

augustus
- 10 - Gilles Personne de Roberval, Frans wiskundige (overleden 1675)
- 31 - Amalia van Solms, gemalin van stadhouder Frederik Hendrik van Oranje (overleden 1675)

november
- 20 - Otto von Guericke, Duits natuurkundige, bekend van onder andere de Maagdenburger halve bollen (overleden 1686)

## Overleden
maart
- 12 - Filips III van Nassau-Saarbrücken (59), graaf van Nassau-Neuweilnau en Saarbrücken
- 22 - Agostino Carracci (44), Italiaans kunstschilder en grafisch kunstenaar
- 29 - Johan Casimir van Nassau-Gleiberg (24), graaf van Nassau-Gleiberg

oktober
- Thomas Morley (±44), Brits componist

datum onbekend
- Juan de Fuca (±66), Grieks ontdekkingsreiziger
- Giacomo della Porta (65), Italiaans architect en beeldhouwer